# Claca

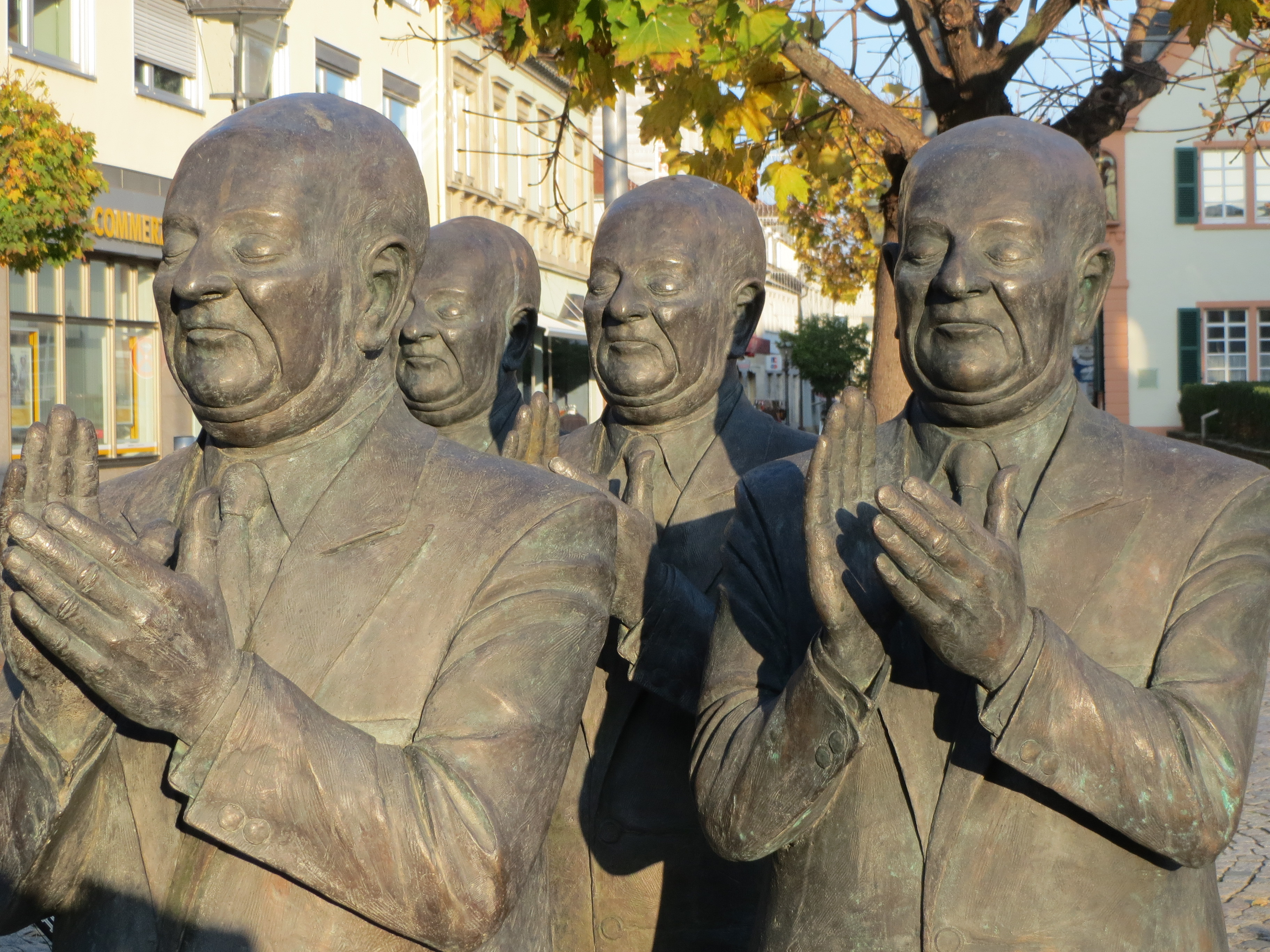
Escultura de Guido Messer dedicada a la «claca» a Schwetzingen.

Claca és un grup d'aplaudidors professionals contractats en un espectacle en directe per a animar al públic i assegurar l'èxit. Pot ser una tasca pagada o que la remuneració sigui anar de franc a veure l'espectacle. El seu origen està a les arts escèniques franceses del segle xvi, va aparèixer a l'òpera amb el sistema d'abonaments del segle xviii i actualment és molt habitual a concursos i altres programes d'entreteniment a la televisió.
La claca sol estar dirigida per un professional, el cap de claca, que indica al grup el que ha de fer en cada moment (riure sorollosament, plorar, xiular, demanar una altra cançó, etc.) i en quanta intensitat. Als teatres solia estar darrere de l'última fila de butaques o bé dispersa entre el públic que pagava entrada.

## Etimologia
El mot "claca" prové del francès claque, que significa el mateix i també cop de mà, clatellot o bufetada. En francès, els membres de la claca es diuen claqueurs.

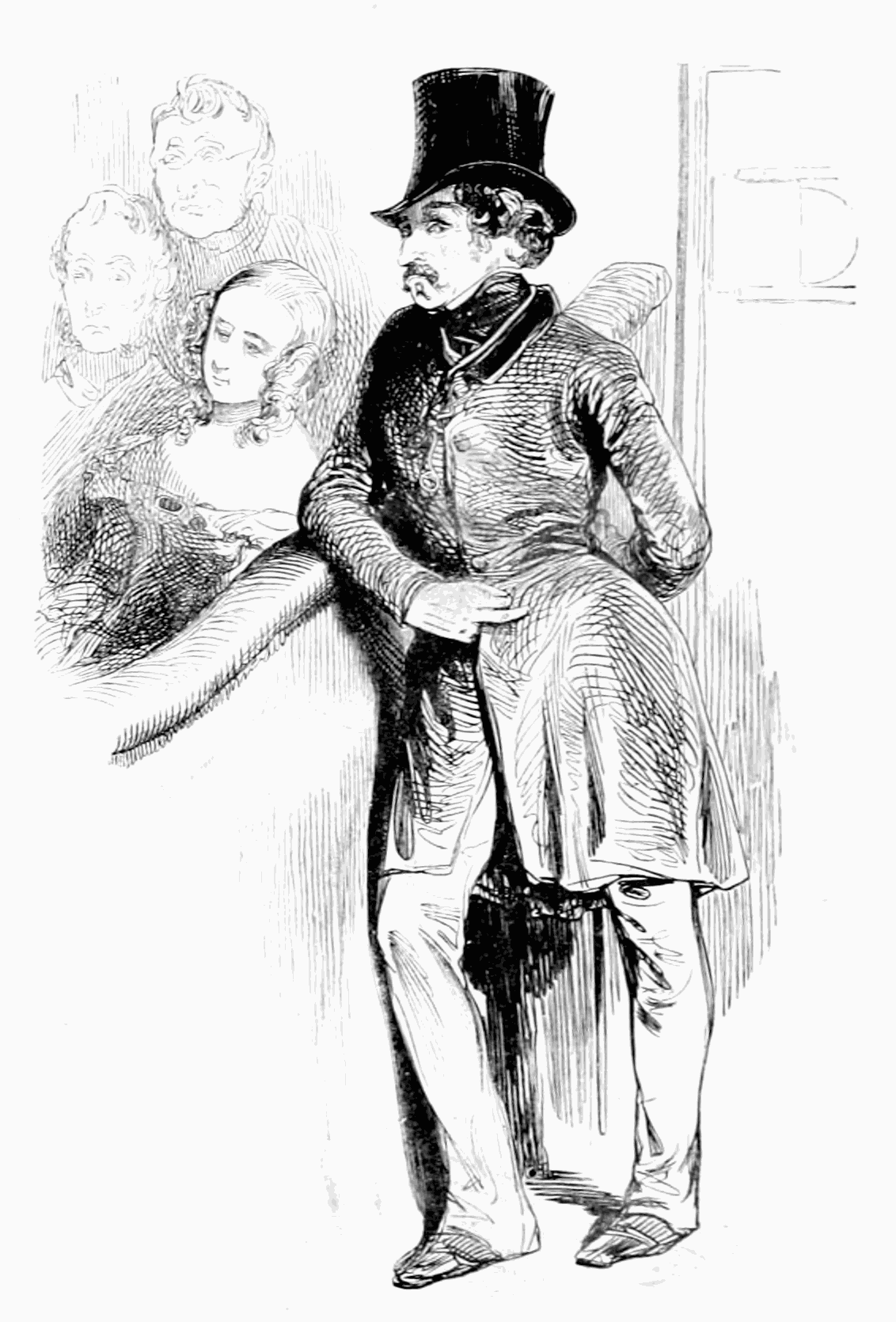
El cap de claca Salomon «Pigeonneau», segons gravat del llibre Le Diable à Paris -tom 1- de Paul Gavarni.

## Història
Contractar a gent per a aplaudir en les representacions dramàtiques era freqüent en l'època clàssica. Per exemple, quan l'emperador Neró actuava, la seva representació era saludada amb un encomi cantat per cinc mil dels seus soldats. Això va inspirar al poeta francès del segle xvi Jean Daurat a desenvolupar la claque moderna. Adquirint certa quantitat d'entrades per a la representació d'una de les seves obres, les regalava en canvi de la promesa d'un aplaudiment, precedent del que després s'anomenaria 'claca' a l'Europa moderna.
El 1820 les claques van sofrir una professionalització profunda amb l'obertura d'una agència a París per a gestionar i proveir claquers. El 1830 la claque s'havia convertit en una institució que va obrir agències a altres països. El gerent d'un teatre o òpera podia sol·licitar qualsevol nombre de claquers, que solien estar sota el comandament d'un xef de claque (cap d'aplaudiment), el qual jutjava el moment en què els esforços dels claquers eren necessaris i iniciava la demostració d'aprovació.
Aquesta podia adoptar diverses formes. Havia commissaires (comissaris), que eren qui s'aprenien l'obra de memòria i cridaven l'atenció dels seus veïns sobre els punts claus entre un acte i altre. Els rieurs (riallers) reien sorollosament amb les bromes. Els pleureurs (ploramiques), normalment dones, fingien les seves llàgrimes, sostenint els seus mocadors davant els ulls. Els chatouilleurs (pessigollejadors) mantenien a l'audiència de bon humor, mentre els bisseurs (bisers) es limitaven a donar palmells i cridar «Bis, bis!» per a assegurar les repeticions.
Aquesta pràctica es va estendre a Itàlia (notòriament a La Scala milanesa), Viena, Londres (la Royal Opera House) i Nova York (l'Òpera del Metropolitan).
Les claques també van ser usades com un tipus d'extorsió, de manera que els cantants eren contactats pel xef de claque abans del seu debut per a fer-li pagar certa quantitat amb l'amenaça d'un esbronc. Toscanini i Mahler desaconsellaven les claques, una part del desenvolupament de l'etiqueta concertística.

### Revenedors, rebentadore i clac oalabarda
Amb aquests noms es diferenciava a tres tipus de sub-gremis associats al fenomen de l'espectacle a Espanya a la fi del segle xix i la primera meitat del segle xx, descrits pel crític Augusto Martínez Olmedilla en el seu Anecdotario de la farándula madrileña (1947). En el cas concret de la claca (anomenada alabarda en l'argot teatral), un dels seus màxims experts, organitzadors i animadors, va ser Gonzalo Maestre, home a qui van confiar els seus èxits empresaris de l'època com Francisco Arderíus, Luis Navas, Cándido Lara, Eduardo Yáñez o Arregui i Aruej. D'una entrevista d'Olmedilla es desprenen les següents màximes:
1. "sense claca hi hauria fracàs, doncs la protesta és més espontània que l'admiració";
2. "el públic de pagament no inicia mai l'aplaudiment, per por del ridícul";
3. "els que no paguen -gent amb influències en el gremi-, són més proclius a la crítica que a l'acceptació de l'èxit d'un col·lega de l'ofici";

Existia també una claca negativa o 'de desgast' -sense arribar al fenomen groller dels rebentadors d'estrenes- com la contractada per exemple per famosos empresaris com Felipe Ducazcal Lasheras, amb la consigna d'aplaudir a destemps, actitud que solia despertar protestes d'alguns sectors del públic que al seu torn reforçaven cert caos i la ruptura del ritme de l'espectacle. La labor del director de la claca començava en l'assaig general, hi prenia nota dels moments essencials per orquestrar l'actuació dels seus pupils, si bé, com el mateix explicava, hi havia vegades en què calia deixar-se portar per certa inspiració caçant al vol la màgia del moment en una entrada en escena imponent o un acudit que fa gràcia. Així ho expressava Gonzalo Maestre, de qui autors com Sinesio Delgado va deixar escrit:
No habría tanto reyes del trimestre

si cortaran las manos a Maestre.
Fins a la els setanta les entrades de claque per als principals coliseus madrilenys es retiraven en bars o locals propers al teatre. Així, per exemple, per al Teatre de la Zarzuela es recollien al bar La Regional del carrer Los Madrazo, o pel teatre Eslava al bar Caracol del carrer Arenal, i pel Teatro Español, en un local del número 18 del carrer Huertas.

### Gardel i Olmedo
El Con Sud va tenir 'claquers' que després serien personatges mítics de l'espectacle, com el tanguista Carlos Gardel, o el «capocómico» rosarí Alberto Olmedo.